# Kmila CDD
Kamila Barbosa (Rio de Janeiro, 31 de março de 1988), mais conhecido pelo nome artístico Kmila CDD, é uma rapper brasileira. Ela atua junto com seu irmão, MV Bill, atuando com participações especiais e backing vocal. Kmila fez participação no single "O Bonde não Para", na consagrada faixa "Estilo Vagabundo" e segundo Bill, em 60% do disco Causa e Efeito, lançado em 2010. Neste álbum, Kmila possui uma faixa solo: "MV Apresentando Kmila". Atualmente, está na produção de um disco independente. As letras CDD do nome da rapper fazem referência à Cidade de Deus, no Rio, onde os irmãos cresceram.

## Biografia
Kamila Barbosa nasceu em 31 de março de 1988 no bairro Cidade de Deus, localizado na cidade do Rio de Janeiro. É irmã do rapper MV Bill.

## Discografia

### Álbuns de estúdio
- Preta Cabulosa (2017)

#### Singles
- Apresentando Kmila (2011)
- Guerra (2017)
- A Faca (2017)

#### Participações
- Estilo Vagabundo (Part 1,2,3 & 4)
- Vida longa
- O Bonde não Para
- Vibe da Nite
- Um Só Coração
- Poetisas no Topo 2